# Фиксики
«Фи́ксики» (от англ. to fix — «чинить, исправлять») — российский компьютерный мультипликационный сериал. Создан по мотивам повести Эдуарда Успенского «Гарантийные человечки». Премьера состоялась 13 декабря 2010 года в эфире детской телепередачи «Спокойной ночи, малыши!» на телеканалах «Россия-1» и «Бибигон».
Мультфильм создан продюсерской компанией «Аэроплан». 246 серия производилась студией «Петербург». Идея сериала принадлежит Александру Татарскому (указан в заключительных титрах).
2D-анимационные вставки были выполнены кипрской студией «Toonbox», украинской студией «ToonGuru» и российской СКА «Петербург».

## История создания
Проект «Фиксики» был задуман в 2005 году продюсером Георгием Васильевым, который хотел создать международный и успешный анимационный бренд. В том же году Васильев начал обсуждать идею с основателем студии «Пилот» Александром Татарским, который предложил создать мультфильм, рассказывающий об устройстве разнообразной бытовой техники, посоветовав обратить внимание на сказку Эдуарда Успенского под названием «Гарантийные человечки», про одноимённых существ, живущих в технике и ремонтирующих её. Александр Татарский сказал: «Когда я был пятилетним мальчиком, мне было очень интересно, кто живёт внутри техники. Помню, что ребёнком я всё время размышлял об этом…».
Идея была утверждена, так как тематика изучения бытовых приборов является актуальной для большинства стран, и незадолго до того созданная продюсерская компания «Аэроплан» связалась с Эдуардом Успенским для приобретения прав на экранизацию «Гарантийных человечков». Однако концепция сказки Успенского показалась компании несколько устаревшей, так как на момент выпуска произведения (1974 год) электроприборы были более крупными, а сами гарантийные человечки имели размер примерно с мышь и не подходили по размеру для современной техники.
Было принято решение поменять название «Гарантийные человечки», так как планировалось, чтобы оно было коротким, легко запоминалось и могло хорошо подходить для разных товаров, не связанных напрямую с мультфильмом. Поскольку проект задумывался как международный, название было взято из английского языка. Компания созвала людей разных профессий из России, говорящих на английском языке, и происходящих из разных англоязычных стран. Во время обсуждения было утверждено название «Fixie», происходящее от слова «Fix» (чинить, ремонтировать) и «Pixie» (маленькое волшебное существо наподобие эльфа, феи, гнома и т. п.). Таким образом, название означало маленьких волшебных существ, занимающихся ремонтом техники. Потом название «Fixie» было адаптировано для русского языка и стало известно как «Фиксик».
Также в 2005 году была создана сама анимационная студия, носящее такое же название, как и продюсерская компания. Ещё до создания самих персонажей был зарегистрирован знак-логотип анимационного проекта, который представлял собой руку с тремя оттопыренными пальцами, носящий название «Тыдыщ». В мультфильмах знак украсил одежду фиксиков, их рабочие инструменты и транспорт, а также стал использоваться как приветствие фиксиков или символизировать хорошо сделанную работу и достигнутую цель.
После появления названия, логотипа и концепции началась активная разработка мультфильма. Художник Юрий Пронин был ответственен за концепт-арты (рисунки) персонажей. За время разработки образ персонажей очень сильно менялся. Фиксики имели то черты людей, то черты роботов, однако продюсера его зарисовки не устраивали.
В 2007 году Александр Татарский умер в возрасте 56 лет, и проект пришлось разрабатывать без него. В 2008 году студия «Аэроплан» рассказала о своём проекте в интервью журналу Animation Magazine. На момент 2008 года проект планировался как полнометражный мультфильм, содержащий 12 фиксиков и одну собаку. Персонажи напоминали людей маленького размера. Были созданы трейлер и тесты анимации. Сюжет рассказывал о том, как люди хотели поймать фиксиков ради награды в 100 тысяч долларов, а фиксик по имени Катод выкрал устройство Шляп-о-порт, которое позволяет путешествовать по электросетям, но постепенно превращает носителя в чудовище. Тем не менее из-за экономического кризиса 2008 года концепция полнометражного мультфильма была отменена, и студия «Аэроплан» принялась работать над мультсериалом.
Позже Юрий Пронин пришёл к финальному образу фиксика, придумав следующие критерии — большие руки (из-за того, что фиксики постоянно трудятся), светящиеся причёски (из-за того, что фиксики постоянно работают в темноте) и идея маскировки в винтик. Художник решил сначала нарисовать винтик, а позже из винтика нарисовать фиксика.
В мультфильмах использовалась технология анимации 3D как основная и flash — как вспомогательная.
В 2010 году мультсериал был готов и показан в декабре этого года в рамках телепередачи «Спокойной ночи, малыши!» на бывшем детском телеканале Бибигон в 20:30 и вплоть по конца вещания (то-есть 26 декабря 2010). Затем в этой же передаче на телеканале Россия в 20:50. Мультсериал быстро набирал популярность, и авторы запланировали создать 156 серий. Однако в 2011 году Эдуард Успенский заявил, что недоволен переработкой образа его «Гарантийных человечков». Студия «Аэроплан» и Успенский пришли к соглашению, согласно которому из титров «Фиксиков» убирается упоминание основания проекта на сказке Успенского, а Успенский оставляет права на «Гарантийных человечков». В том же году Эдуард Успенский выпустил продолжение сказки 1974 года, назвав его «Гарантийные человечки возвращаются».
Во втором сезоне мультфильма, начавшемся в 2012 году, были введены новые персонажи — одноклассники Симки, учёный Гений Евгеньевич Чудаков, его ассистентка Лизонька, а также появилось новое место действия — лаборатория.
По мотивам мультсериала была выпущена разнообразная продукция — продукты питания, канцелярские принадлежности, настольные игры, игрушки и прочее. Также были выпущены журналы, игры и приложения для смартфонов, а также театральное шоу с участием настоящих людей под названием «Фикси-шоу». В некоторых сериях использовался продакт-плейсмент.
28 октября 2017 года студией был выпущен полнометражный мультфильм под названием «Фиксики: Большой секрет». Фильм был показан во многих странах мира. Ещё до выхода первого фильма было объявлено, что ведётся работа над продолжением. По мотивам полнометражного мультфильма были выпущены книги и комиксы.
29 марта 2019 года вышел тизер второго полнометражного мультфильма под названием «Фиксики против кработов», в котором рассказывается о противостоянии фиксиков и крабоподобных роботов под названием «Кработы». Премьера фильма состоялась 21 декабря 2019 года и конкурировала с проектом студии «Мельница» «Иван Царевич и Серый Волк 4».
Изначально планировалось выпустить три сезона и 156 серий. Потом вышла «бонусная серия» «Зефир».
В интервью «РИА Новости» студия «Аэроплан» заявила, что мультсериал будет продлён ещё на один сезон, который получил подзаголовок «Новенькие» — в нём появляется новая семья фиксиков. Помимо ввода новых персонажей, в «Фиксиках» появилась новая действующая локация — квартира Кати, а фиксипелка «Кто такие фиксики?» обзаведётся новой версией.
Студия создала альманах авторских музыкальных клипов «Фиксипелки». А ещё студией «Аэроплан» готовится ещё один музыкальный проект «Мультипелки».
В разработку также запущен 2D-спин-офф мультсериала «Кработы» по мотивам второго полнометражного мультфильма. Но его отменили в том же году.

## Сюжет
Мультсериал рассказывает о приключениях маленьких человечков — фиксиков, которые живут внутри различных приборов и техники, содержат её в порядке и отлично знают, что и как устроено. Мультсериал в лёгкой занимательной форме объясняет детям, что и как устроено в нашем современном мире. Что такое флэшка? Почему на компьютерном диске помещается сразу несколько мультфильмов? Как работает пульт дистанционного управления? Каждая серия посвящена одному из приборов или устройству, будь то холодильник, флеш-карта или диск. С фиксиками дети в игровой форме смогут узнать много интересного о знакомых вещах, научиться бережному и безопасному использованию привычной, но достаточно сложной техники.
Главные герои мультсериала — ДимДимыч, которому удалось подружиться с фиксиками Симкой и Ноликом. Узнавать больше о разных вещах им помогают старшие фиксики — их родители Папус и Мася, а также дедушка Дедус. В то же время ДимДимыч должен хранить секрет существования фиксиков от всего человечества и защищать от своей собаки Кусачки.
Во втором сезоне мультсериала появились новые герои — четверо фиксиков-одноклассников Симки и Нолика: Файер, Игрек, Шпуля и Верта, а также профессор Гений Евгеньевич Чудаков и его секретарь Лизонька, в лаборатории у которых размещается школа юных фиксиков.

Появление в сериале учёного-исследователя и нового места действия расширяет наши возможности. Главное, что мы теперь сможем коснуться таких тем, о которых в обстановке обычной квартиры и с помощью героя-ребёнка было не рассказать. Например, мы запускаем в производство серии «Огнетушитель», «Подушка безопасности», «Провода», «Экотестер». Всё это позволит сериалу «Фиксики» стать более универсальным и ответить на большее количество «почему?», которые родители слышат от детей.— Георгий Васильев, продюсер сериала

## Персонажи

### Фиксики
- Си́мка — девочка-фиксик 9-10 лет с оранжевыми волосами, старшая сестра Нолика и подруга ДимДимыча. Маскировка — шестигранный болт с наводкой и пресс-шайбой.
- Но́лик — младший брат Симки и друг ДимДимыча синего цвета. Маскировка — винт с полукруглой головкой и прямым шлицем.
- Па́пус — отец Симки и Нолика, 30 лет, зеленого цвета. Маскировка — остроконечный болт с шестигранной головкой и шестигранным шлицем.
- Ма́ся — жена Папуса, мать их двоих детей, розового цвета. Маскировка — шуруп с круглой головкой и прямым шлицем.
- Де́дус — дедушка Симки и Нолика, фиксик-долгожитель, оранжевого цвета. Маскировка — винт-барашек «трёхрукого» типа.
- Фа́йер (от англ. fire — «огонь») — одноклассник Симки красного цвета. Маскировка — болт с шестигранной головкой и шестигранным шлицем.
- И́грек — самый умный и начитанный фиксик в классе, фиолетового цвета. Маскировка — светодиодный болт с резьбой и гаечной головкой.
- Шпу́ля — добрая, честная и заботливая, желтого цвета. Маскировка — винт-барашек немецкого типа.
- Ве́рта (от фр. vert — «зелёный») — самая хитрая и единственная вредная в классе. Маскировка — винт с выпуклой головкой, крестообразным шлицем и золотой пресс-шайбой.
- Альт — сине-голубой фиксик-мальчик с дредами. Маскировка — шуруп с отметками на ручках.
- Мега — красно-оранжевый фиксик-девочка. Маскировка — винт с головкой в виде звёздочки.
- Бася — приёмная бабушка Гика и Фрика.
- Фрик и Гик — братья-близнецы.

### Другие персонажи
- ДимДи́мыч (Дмитрий Дмитриевич Кудыкин) — мальчик десяти лет. Он любознательный и интересуется техникой.
- Родители ДимДимыча. Отец Дмитрий Кудыкин — журналист, мать Любовь Кудыкина — стоматолог.
- Гений Евгеньевич Чудаков — профессор, муж Эрики, старый друг Дедуса, первый человек, посвящённый в тайну фиксиков.
- Лизонька (Элизия) — секретарша профессора Чудакова.
- Кусачка — собачка породы чихуахуа.
- Жучка — паучок[9], давно живёт в квартире.
- Катя — подруга ДимДимыча.
- Наум Семёнович — сторож, приглашённый Чудаковым в 5 сезоне.
- Славик — внук сторожа Наума Семёновича, появляющийся в 5 сезоне.

### Эпизодические персонажи
- Васька — друг ДимДимыча, не появляется в сериале на экране.
- Гриша — попугай, которого папа ДимДимыча привёз из Африки.
- Файерверк — главный антагонист полнометражного фильма «Фиксики: Большой секрет». Является Альтер-эго Файера. Был побеждён Ноликом. В мультсериале не появляется.
- Эрика — учёная, давняя подруга Чудакова.
- Мама Кати (Валерия) — блогер.
- Капитан корабля - муж Лизоньки, появился в полнометражном мультфильме «Фиксики против кработов».

## Актёры озвучивания
| Актёр                | Роль                         |
| -------------------- | ---------------------------- |
| Инна Королёва        | Читает название эпизодов     |
| Лариса Брохман       | Читает название эпизодов     |
| Варвара Обидор       | Читает название эпизодов     |
| Лариса Брохман       | Симка, Игрек, Мама ДимДимыча |
| Яков Васильев        | Нолик                        |
| Андрей Кононов       | Нолик                        |
| Артём Скосарев       | Нолик                        |
| Илья Синцов          | Нолик                        |
| Иван Добряков        | ДимДимыч                     |
| Андрей Клубань       | ДимДимыч                     |
| Феликс Головнин      | ДимДимыч                     |
| Александр Новиков    | ДимДимыч                     |
| Ярослав Ефременко    | ДимДимыч                     |
| Роман Ленков         | ДимДимыч                     |
| Мирослав Аксёнов     | ДимДимыч                     |
| Даниэль Миньков      | ДимДимыч                     |
| Юрий Мазихин         | Папус                        |
| Пётр Иващенко        | Папус                        |
| Алексей Россошанский | Папа ДимДимыча               |
| Пётр Иващенко        | Папа ДимДимыча               |
| Инна Королёва        | Мася, Файер, Верта           |
| Варвара Обидор       | Шпуля, Секретарь Лизонька    |
| Дмитрий Назаров      | Дедус                        |
| Дмитрий Бужинский    | Дедус                        |
| Диомид Виноградов    | Гений Евгеньевич Чудаков     |
| Анастасия Дятлова    | Катя                         |
| Прохор Чеховской     | Гик и Фрик                   |
| Лилия Шайхитдинова   | Бася                         |
| Татьяна Весёлкина    | Мега                         |
| Валерия Шевченко     | Славик                       |
| Роман Стабуров       | Наум Семёнович               |
| Инна Королёва        | Кусачка                      |
| Лариса Брохман       | Кусачка                      |
| Милана Федосеева     | Кусачка                      |
| Арсений Гусев        | Васька                       |
| Юлия Софронова       | Мама Кати                    |
| Олег Ужинов          | Робот-пылесос                |

## Съёмочная группа
| Создатели проекта «Фиксики»        | Создатели проекта «Фиксики» |
| ---------------------------------- | --- |
| Идея проекта                       | Александр Татарский, Георгий Васильев |
| Создан по мотивам повести-сказки   | Эдуарда Успенского «Гарантийные человечки» |
| Авторы сценарной концепции         | Георгий Васильев, Дарья Моргунова, Борис Машковцев, Майкл Меннис, Оксана Гукасян |
| Сценаристы                         | Юрий Исаков, Александр Каряев, Георгий Васильев, Дарья Моргунова, Борис Машковцев, Васико Бедошвили, Евгений Антропов, Сергей Кролевич, Игорь Шевчук, Елена Усачёва, Александр Рыжов, Александра Соколовская, Николай Истомин, Иван Пшонкин, Андрей Саломатов, Алексей Ганков, Ольга Донская, Джим Мэгон, Елизавета Зилонова, Анна Кравченко, Наталья Харпалёва, Роман Розенгурт, Олег Берков-Синюков, Наталия Астраханцева, Арина Чунаева, Лилия Каримова, Пётр Виноградов, Дина Ротвайн, Алексей Науменков, Дарья Вяльцева, Александр Ким, Анна Зайцева, Оксана Гукасян, Мария Скалкина, Наталья Купянская, Александр Синицын, Наталья Каменских, Натела Рехвиашвили, Владимир Очеретный, Кирилл Дудник, Юлия Букреева, Дмитрий Осинкин, Александр Филюрин, Владимир Сергеев, Артём Александров, Олег Козырев, Дарья Музыкантская, Мария Тумова, Любовь Романова, Михаил Силин, Наталья Тумова, Олег Петров, Нелли Балахонова, Анна Малинова, Роман Лукьянов, Александра Рэдулеску, Станислав Сафронов, Станислава Мишина, Олег Бондарев, Даниил Новиков, Василий Корепанов, Алексей Рогожин, Дарья Ануфриева |
| Режиссёры                          | Васико Бедошвили, Андрей Колпин, Иван Пшонкин, Арсен Хачатурян, Милана Федосеева, Джангир Сулейманов, Светлана Мардаголимова, Роман Соколов, Константин Бирюков, Александра Аверьянова, Наталья Мирзоян, Елизавета Зилонова, Алексей Федорович, Андрей Грибков, Азат Газизов, Ольга Лопато, Джалиль Ризванов, Александр Черногоров, София Горя, Артём Лукичёв, Александра Рэдулеску |
| Художники-постановщики             | Юрий Пронин, Михаил Желудков, Надежда Горлова, Анна Лысенко, Максим Гладиков, Елена Тимошенко, Денис Цыбулькин, Наталья Курбатова, Ирина Ковтун, Анастасия Торба |
| Художники по персонажам и локациям | Юрий Пронин, Михаил Желудков, Надежда Горлова, Максим Гладиков, Елена Тимошенко, Денис Цыбулькин, Наталья Курбатова |
| Композиторы                        | Лев Землинский, Георгий Васильев, Александр Софронов, Андрей Хрипунов, Дмитрий Осипчук, Александр Гончаренко |
| Аранжировка                        | Сергей Сысоев, Самвел Оганесян, Александр Крауш, Виктор Жаров-Булгаков |
| Автор песен (фиксипелок)           | Георгий Васильев, Алина Симонова, Дина Ротвайн, Игорь Шевчук, Юлия Софронова, Александр Софронов, Андрей Козловский, Юлий Буркин, Алексей Черемисов, Станислава Мишина |
| Технический директор               | Михаил Бажутин, Андрей Черныш |
| Управляющий директор ГК «Рики»     | Марк Завадский, Юлия Немчина |
| Исполнительные продюсеры           | Борис Машковцев, Оксана Гукасян, Татьяна Туваева, Антон Михайлов, Дарья Вяльцева |
| Ассоциированный продюсер           | Ольга Филипук |
| Продюсеры                          | Георгий Васильев, Майкл Меннис, Илья Попов, Константин Тарасов, Юлия Софронова, Юлия Николаева, Оксана Гукасян, Евдокия Санько |

## Эпизоды
| Первый сезон | Первый сезон         | Первый сезон     | Первый сезон       |
| №            | Название             | Дата выпуска     | Номерной выпуск    |
| ------------ | -------------------- | ---------------- | ------------------ |
| 1            | Сифон                | 17 декабря 2010  | 1. Сифон           |
| 2            | Компакт-диск         | 13 декабря 2010  | 1. Сифон           |
| 3            | Будильник            | 16 декабря 2010  | 1. Сифон           |
| 4            | Пылесос              | 15 декабря 2010  | 1. Сифон           |
| 5            | Пульт                | 14 декабря 2010  | 1. Сифон           |
| 6            | Холодильник          | 17 февраля 2011  | 1. Сифон           |
| 7            | Кодовый замок        | 18 февраля 2011  | 1. Сифон           |
| 8            | Эсэмэски             | 28 февраля 2011  | 1. Сифон           |
| 9            | Воздушный шар        | 23 марта 2011    | 1. Сифон           |
| 10           | Электрочайник        | 24 марта 2011    | 1. Сифон           |
| 11           | Зубная щётка         | 24 мая 2011      | 2. Шариковая ручка |
| 12           | Микроволновка        | 26 мая 2011      | 1. Сифон           |
| 13           | Винтики              | 1 сентября 2011  | 2. Шариковая ручка |
| 14           | Железная дорога      | 2 сентября 2011  | 1. Сифон           |
| 15           | Деталька             | 3 сентября 2011  | 1. Сифон           |
| 16           | Степлер              | 7 сентября 2011  | 3. Термометр       |
| 17           | Аквариум             | 9 сентября 2011  | 1. Сифон           |
| 18           | Клавиатура           | 12 сентября 2011 | 1. Сифон           |
| 19           | Шариковая ручка      | 14 сентября 2011 | 2. Шариковая ручка |
| 20           | Сотовый телефон      | 16 сентября 2011 | 1. Сифон           |
| 21           | Фонарик              | 6 декабря 2011   | 2. Шариковая ручка |
| 22           | Стиральная машина    | 8 декабря 2011   | 2. Шариковая ручка |
| 23           | Робот                | 12 декабря 2011  | 2. Шариковая ручка |
| 24           | Термометр            | 14 декабря 2011  | 3. Термометр       |
| 25           | Магнит               | 16 декабря 2011  | 2. Шариковая ручка |
| 26           | Музыкальная шкатулка | 20 декабря 2011  | 2. Шариковая ручка |
| 27           | Гирлянда             | 30 декабря 2011  | 2. Шариковая ручка |
| 28           | Короткое замыкание   | 22 декабря 2011  | 2. Шариковая ручка |
| 29           | Фен                  | 26 декабря 2011  | 3. Термометр       |
| 30           | Вентилятор           | 28 декабря 2011  | 2. Шариковая ручка |
| 31           | Компас               | 10 февраля 2012  | 2. Шариковая ручка |
| 32           | Солнечная батарея    | 24 февраля 2012  | 2. Шариковая ручка |
| 33           | Кораблик             | 20 марта 2012    | 2. Шариковая ручка |
| 34           | Взбитые сливки       | 22 марта 2012    | 3. Термометр       |
| 35           | Рычаг                | 27 марта 2012    | 2. Шариковая ручка |
| 36           | Волшебная палочка    | 29 марта 2012    | 2. Шариковая ручка |
| 37           | Ночник               | 22 мая 2012      | 2. Шариковая ручка |
| 38           | Застёжка-молния      | 24 мая 2012      | 2. Шариковая ручка |
| 39           | Мультик              | 17 октября 2012  | 3. Термометр       |
| 40           | Миксер               | 15 октября 2012  | 2. Шариковая ручка |
| 41           | Лупа                 | 19 октября 2012  | 4. Доспехи         |
| 42           | Бумага               | 22 октября 2012  | 4. Доспехи         |
| 43           | Сигнализация         | 26 октября 2012  | 3. Термометр       |
| 44           | Термос               | 24 октября 2012  | 3. Термометр       |
| 45           | Весы                 | 26 ноября 2012   | 3. Термометр       |
| 46           | Копилка              | 28 ноября 2012   | 3. Термометр       |
| 47           | Консервная банка     | 30 ноября 2012   | 3. Термометр       |
| 48           | Интернет             | 4 декабря 2012   | 3. Термометр       |
| 49           | Детектор лжи         | 5 декабря 2012   | 3. Термометр       |
| 50           | Карамель             | 6 декабря 2012   | 6. Пятно           |
| 51           | Микрофон             | 7 декабря 2012   | 4. Доспехи         |
| 52           | Зеркало              | 24 декабря 2012  | 4. Доспехи         |

| Второй сезон | Второй сезон         | Второй сезон     | Второй сезон    |
| №            | Название             | Дата выпуска     | Номерной выпуск |
| ------------ | -------------------- | ---------------- | --------------- |
| 1 / 53       | Команда              | 25 декабря 2012  | 4. Доспехи      |
| 2 / 54       | Кубик Нолика         | 26 декабря 2012  | 4. Доспехи      |
| 3 / 55       | Катапульта           | 27 декабря 2012  | 4. Доспехи      |
| 4 / 56       | Пятно                | 19 февраля 2013  | 6. Пятно        |
| 5 / 57       | Вентиляция           | 21 февраля 2013  | 4. Доспехи      |
| 6 / 58       | Сила трения          | 22 марта 2013    | 4. Доспехи      |
| 7 / 59       | Помогатор            | 28 марта 2013    | 4. Доспехи      |
| 8 / 60       | Дверной звонок       | 2 апреля 2013    | 4. Доспехи      |
| 9 / 61       | Маскировка           | 4 апреля 2013    | 4. Доспехи      |
| 10 / 62      | Уровень              | 2 июля 2013      | 6. Пятно        |
| 11 / 63      | Лом                  | 4 июля 2013      | 4. Доспехи      |
| 12 / 64      | Пластилин            | 9 июля 2013      | 4. Доспехи      |
| 13 / 65      | Цепная реакция       | 11 декабря 2013  | 4. Доспехи      |
| 14 / 66      | Глобус               | 11 ноября 2013   | 4. Доспехи      |
| 15 / 67      | Фотоаппарат          | 12 ноября 2013   | 4. Доспехи      |
| 16 / 68      | Штрих-код            | 13 ноября 2013   | 6. Пятно        |
| 17 / 69      | Протез               | 14 ноября 2013   | 7. Зубная паста |
| 18 / 70      | Говорящая кукла      | 16 ноября 2013   | 6. Пятно        |
| 19 / 71      | Барабан              | 23 декабря 2013  | 6. Пятно        |
| 20 / 72      | Калейдоскоп          | 26 декабря 2013  | 5. Видеосвязь   |
| 21 / 73      | Трубы                | 27 декабря 2013  | 5. Видеосвязь   |
| 22 / 74      | Провода              | 5 февраля 2014   | 10. Шоколад     |
| 23 / 75      | Навигатор            | 13 февраля 2014  | 5. Видеосвязь   |
| 24 / 76      | Доспехи              | 13 февраля 2014  | 4. Доспехи      |
| 25 / 77      | Огнетушитель         | 13 февраля 2014  | 9. Кино         |
| 26 / 78      | Часы                 | 13 февраля 2014  | 5. Видеосвязь   |
| 27 / 79      | Манипулятор          | 23 февраля 2014  | 5. Видеосвязь   |
| 28 / 80      | Видеосвязь           | 24 марта 2014    | 5. Видеосвязь   |
| 29 / 81      | Рефлексы             | 25 марта 2014    | 5. Видеосвязь   |
| 30 / 82      | Духовка              | 26 марта 2014    | 5. Видеосвязь   |
| 31 / 83      | Собака               | 27 марта 2014    | 5. Видеосвязь   |
| 32 / 84      | Граммофон            | 7 июля 2014      | 5. Видеосвязь   |
| 33 / 85      | Ключ-карта           | 8 июля 2014      | 6. Пятно        |
| 34 / 86      | Пчела                | 9 июля 2014      | 6. Пятно        |
| 35 / 87      | Экотестер            | 10 июля 2014     | 6. Пятно        |
| 36 / 88      | Подушка безопасности | 21 августа 2014  | 6. Пятно        |
| 37 / 89      | Батарейки            | 17 сентября 2014 | 6. Пятно        |
| 38 / 90      | Инструкция           | 1 сентября 2014  | 6. Пятно        |
| 39 / 91      | Шахматы              | 5 сентября 2014  | 5. Видеосвязь   |
| 40 / 92      | Лаборатория          | 13 октября 2014  | 6. Пятно        |
| 41 / 93      | Театр теней          | 1 сентября 2014  | 6. Пятно        |
| 42 / 94      | Антенна              | 15 октября 2014  | 6. Пятно        |
| 43 / 95      | Инструменты          | 16 октября 2014  | 7. Зубная паста |
| 44 / 96      | Узлы                 | 15 ноября 2014   | 7. Зубная паста |
| 45 / 97      | Радионяня            | 16 ноября 2014   | 7. Зубная паста |
| 46 / 98      | Чертёж               | 17 декабря 2014  | 7. Зубная паста |
| 47 / 99      | Фиксифон             | 18 декабря 2014  | 7. Зубная паста |
| 48 / 100     | Лифт                 | 4 апреля 2015    | 6. Пятно        |
| 49 / 101     | Цыплёнок             | 18 апреля 2015   | 6. Пятно        |
| 50 / 102     | Датчик               | 1 мая 2015       | 9. Кино         |
| 51 / 103     | Невидимые чернила    | 9 мая 2015       | 9. Кино         |
| 52 / 104     | Присоска             | 16 мая 2015      | 9. Кино         |

| Третий сезон     | Третий сезон         | Третий сезон     | Третий сезон             |
| №                | Название             | Дата выпуска     | Номерной выпуск          |
| ---------------- | -------------------- | ---------------- | ------------------------ |
| 1 / 105          | Аэрозоль             | 12 июня 2015     | 9. Кино                  |
| 2 / 106          | Кино                 | 3 августа 2015   | 9. Кино                  |
| 3 / 107          | Ноты                 | 5 сентября 2015  | 9. Кино                  |
| 4 / 108          | Конструктор          | 19 сентября 2015 | 9. Кино                  |
| 5 / 109          | Красота              | 1 октября 2015   | 9. Кино                  |
| 6 / 110          | Копия                | 17 октября 2015  | 10. Шоколад              |
| 7 / 111          | Попугай              | 31 октября 2015  | 10. Шоколад              |
| 8 / 112          | Телевизор            | 28 ноября 2015   | 10. Шоколад              |
| 9 / 113          | Программа            | 12 декабря 2015  | 9. Кино                  |
| 10 / 114         | Унитаз               | 26 декабря 2015  | 9. Кино                  |
| 11 / 115         | Колесо               | 5 марта 2016     | 9. Кино                  |
| 12 / 116         | Микробы              | 30 апреля 2016   | 9. Кино                  |
| 13 / 117         | Сито                 | 23 июля 2016     | 10. Шоколад              |
| 14 / 118         | Тренажёр             | 1 сентября 2016  | 10. Шоколад              |
| 15 / 119         | Зонтик               | 15 октября 2016  | 10. Шоколад              |
| 16 / 120         | Утюг                 | 12 ноября 2016   | 9. Кино                  |
| 17 / 121         | Витамины             | 26 ноября 2016   | 9. Кино                  |
| 18 / 122         | Шоколад              | 7 января 2017    | 10. Шоколад              |
| 19 / 123         | Подводная лодка      | 21 января 2017   | 11. Подводная лодка      |
| 20 / 124         | Паучок               | 18 февраля 2017  | 11. Подводная лодка      |
| 21 / 125         | Деньги               | 29 апреля 2017   | 11. Подводная лодка      |
| 22 / 126         | Кормушка             | 9 июня 2017      | 11. Подводная лодка      |
| 23 / 127         | Рюкзак               | 24 июня 2017     | 11. Подводная лодка      |
| 24 / 128         | Посудомоечная машина | 22 июля 2017     | 12. Посудомоечная машина |
| 25 / 129         | Машина времени       | 19 августа 2017  | 12. Посудомоечная машина |
| 26 / 130         | Зубная паста         | 22 сентября 2017 | 12. Посудомоечная машина |
| 27 / 131         | Вертолёт             | 14 октября 2017  | 12. Посудомоечная машина |
| 28 / 132         | Кофеварка            | 11 ноября 2017   | 12. Посудомоечная машина |
| 29 / 133         | Крепёж               | 22 декабря 2017  | 13. Крепёж               |
| 30 / 134         | Вирус                | 15 декабря 2017  | 13. Крепёж               |
| 31 / 135         | Сковородка           | 10 февраля 2018  | 13. Крепёж               |
| 32 / 136         | Окно                 | 2 марта 2018     | 13. Крепёж               |
| 33 / 137         | Бетон                | 6 апреля 2018    | 13. Крепёж               |
| 34 / 138         | Анализ крови         | 8 июня 2018      | 13. Крепёж               |
| 35 / 139         | Телескоп             | 6 июля 2018      | 13. Крепёж               |
| 36 / 140         | Драгоценность        | 10 августа 2018  | 13. Крепёж               |
| 37 / 141         | Вода                 | 31 августа 2018  | 13. Крепёж               |
| 38 / 142         | Звезда               | 5 октября 2018   | 13. Крепёж               |
| 39 / 143         | Светофор             | 2 ноября 2018    | 14. Светофор             |
| 40 / 144         | Камень               | 7 декабря 2018   | 14. Светофор             |
| 41 / 145         | Маскарад             | 28 декабря 2018  | 14. Светофор             |
| 42 / 146         | Бутерброд            | 25 января 2019   | 14. Светофор             |
| 43 / 147         | Детектив             | 15 февраля 2019  | 14. Светофор             |
| 44 / 148         | Пирамида             | 1 марта 2019     | 14. Светофор             |
| 45 / 149         | Солнечное затмение   | 12 апреля 2019   | 15. Солнечное затмение   |
| 46 / 150         | Сердце               | 24 мая 2019      | 15. Солнечное затмение   |
| 47 / 151         | Карандаш             | 28 июня 2019     | 15. Солнечное затмение   |
| 48 / 152         | Пупс                 | 2 августа 2019   | 16. Пупс                 |
| 49 / 153         | Клей                 | 30 августа 2019  | 16. Пупс                 |
| 50 / 154         | Хоккей               | 4 октября 2019   | 16. Пупс                 |
| 51 / 155         | Пластик              | 1 ноября 2019    | 17. Пластик              |
| 52 / 156         | Пуговица             | 23 ноября 2019   | 17. Пластик              |
| Бонус (53) / 157 | Зефир                | 26 декабря 2019  | 17. Пластик              |

| Четвёртый сезон (Фиксики. Новенькие) | Четвёртый сезон (Фиксики. Новенькие) | Четвёртый сезон (Фиксики. Новенькие) | Четвёртый сезон (Фиксики. Новенькие) |
| №                                    | Название                             | Дата выпуска                         | Номерной выпуск                      |
| ------------------------------------ | ------------------------------------ | ------------------------------------ | ------------------------------------ |
| 1 / 158                              | Пианино                              | 29 февраля 2020                      | 18. Пианино                          |
| 2 / 159                              | Парашют                              | 27 марта 2020                        | 18. Пианино                          |
| 3 / 160                              | Крючок                               | 24 апреля 2020                       | 18. Пианино                          |
| 4 / 161                              | 3D-принтер                           | 22 мая 2020                          | 18. Пианино                          |
| 5 / 162                              | Зуб                                  | 10 июня 2020                         | 18. Пианино                          |
| 6 / 163                              | Танцы                                | 17 июля 2020                         | 19. Танцы                            |
| 7 / 164                              | Фоторедактор                         | 24 августа 2020                      | 19. Танцы                            |
| 8 / 165                              | Батут                                | 24 августа 2020                      | 19. Танцы                            |
| 9 / 166                              | Шифр                                 | 28 августа 2020                      | 19. Танцы                            |
| 10 / 167                             | Подарок                              | 13 сентября 2020                     | 19. Танцы                            |
| 11 / 168                             | Кости                                | 25 сентября 2020                     | 19. Танцы                            |
| 12 / 169                             | Ластик                               | 18 октября 2020                      | 19. Танцы                            |
| 13 / 170                             | Автопилот                            | 1 ноября 2020                        |                                      |
| 14 / 171                             | Мусор                                | 6 ноября 2020                        |                                      |
| 15 / 172                             | Вечный двигатель                     | 15 ноября 2020                       |                                      |
| 16 / 173                             | Энергия                              | 27 ноября 2020                       |                                      |
| 17 / 174                             | Интернет-магазин                     | 13 декабря 2020                      |                                      |
| 18 / 175                             | Санки                                | 25 декабря 2020                      |                                      |
| 19 / 176                             | Рентген                              | 17 января 2021                       |                                      |
| 20 / 177                             | Сенсорный экран                      | 31 января 2021                       |                                      |
| 21 / 178                             | Энергосбережение                     | 9 февраля 2021                       |                                      |
| 22 / 179                             | День рождения                        | 21 февраля 2021                      |                                      |
| 23 / 180                             | Икота                                | 14 марта 2021                        | 21. Икота                            |
| 24 / 181                             | Память                               | 28 марта 2021                        | 21. Икота                            |
| 25 / 182                             | Рубашка                              | 23 апреля 2021                       | 21. Икота                            |
| 26 / 183                             | Кондиционер                          | 30 апреля 2021                       | 21. Икота                            |
| 27 / 184                             | Комикс                               | 16 мая 2021                          | 21. Икота                            |
| 28 / 185                             | Аттракцион                           | 30 мая 2021                          | 21. Икота                            |
| 29 / 186                             | Прятки                               | 13 июня 2021                         | 21. Икота                            |
| 30 / 187                             | Гипс                                 | 13 августа 2021                      | 22. Гипс                             |
| 31 / 188                             | Шпаргалка                            | 27 августа 2021                      | 22. Гипс                             |
| 32 / 189                             | Страховка                            | 27 августа 2021                      | 22. Гипс                             |
| 33 / 190                             | Контакт                              | 27 августа 2021                      | 22. Гипс                             |
| 34 / 191                             | Гироскутер                           | 10 сентября 2021                     | 22. Гипс                             |
| 35 / 192                             | Кроссовки                            | 24 сентября 2021                     | 22. Гипс                             |
| 36 / 193                             | Виртуальная реальность               | 15 октября 2021                      | 22. Гипс                             |
| 37 / 194                             | Башня                                | 29 октября 2021                      | 22. Гипс                             |
| 38 / 195                             | Гитара                               | 12 ноября 2021                       | 22. Гипс                             |
| 39 / 196                             | Голограмма                           | 26 ноября 2021                       | 23. Голограмма                       |
| 40 / 197                             | Метеостанция                         | 10 декабря 2021                      | 23. Голограмма                       |
| 41 / 198                             | Голосовой помощник                   | 24 декабря 2021                      | 23. Голограмма                       |
| 42 / 199                             | Снег                                 | 31 декабря 2021                      | 23. Голограмма                       |
| 43 / 200                             | Насос                                | 14 января 2022                       | 23. Голограмма                       |
| 44 / 201                             | Мухоловка                            | 28 января 2022                       | 23. Голограмма                       |
| 45 / 202                             | Квадрокоптер                         | 4 февраля 2022                       | 23. Голограмма                       |
| 46 / 203                             | Качели                               | 18 февраля 2022                      | 23. Голограмма                       |
| 47 / 204                             | Книга                                | 4 марта 2022                         | 23. Голограмма                       |
| 48 / 205                             | Наушники                             | 18 марта 2022                        | 24. Наушники                         |
| 49 / 206                             | Зарядка                              | 1 апреля 2022                        | 24. Наушники                         |
| 50 / 207                             | Компьютер                            | 15 апреля 2022                       | 24. Наушники                         |
| 51 / 208                             | Фонограмма                           | 29 апреля 2022                       | 24. Наушники                         |
| 52 / 209                             | Поединок                             | 13 мая 2022                          | 24. Наушники                         |
| Бонус (53) / 210                     | Самолёт                              | 18 ноября 2022                       | 24. Наушники                         |

| Пятый сезон (Фиксики. Дай пять!) | Пятый сезон (Фиксики. Дай пять!) | Пятый сезон (Фиксики. Дай пять!) | Пятый сезон (Фиксики. Дай пять!) |
| №                                | Название                         | Дата выпуска                     | Номерной выпуск                  |
| -------------------------------- | -------------------------------- | -------------------------------- | -------------------------------- |
| 1 / 211                          | Музей                            | 1 декабря 2022                   | 25. Музей                        |
| 2 / 212                          | Кристалл                         | 1 декабря 2022                   | 25. Музей                        |
| 3 / 213                          | Дом                              | 8 декабря 2022                   | 25. Музей                        |
| 4 / 214                          | Экскурсия                        | 15 декабря 2022                  | 25. Музей                        |
| 5 / 215                          | Турникет                         | 22 декабря 2022                  | 26. Турникет                     |
| 6 / 216                          | Ёлка                             | 31 декабря 2022                  | 26. Турникет                     |
| 7 / 217                          | Мультиварка                      | 26 января 2023                   | 26. Турникет                     |
| 8 / 218                          | Робот-пылесос                    | 9 февраля 2023                   | 26. Турникет                     |
| 9 / 219                          | Подъёмный кран                   | 23 февраля 2023                  | 27. Подъёмный кран               |
| 10 / 220                         | Очки                             | 9 марта 2023                     | 27. Подъёмный кран               |
| 11 / 221                         | Телекинез                        | 23 марта 2023                    | 27. Подъёмный кран               |
| 12 / 222                         | Скелет                           | 6 апреля 2023                    | 27. Подъёмный кран               |
| 13 / 223                         | Вакуум                           | 20 апреля 2023                   | 28. Вакуум                       |
| 14 / 224                         | Профиль                          | 4 мая 2023                       | 28. Вакуум                       |
| 15 / 225                         | Открытие                         | 18 мая 2023                      | 28. Вакуум                       |
| 16 / 226                         | Трамвай                          | 1 июня 2023                      | 28. Вакуум                       |
| 17 / 227                         | Бинт                             | 15 июня 2023                     | 29. Бинт                         |
| 18 / 228                         | Картина                          | 29 июня 2023                     | 29. Бинт                         |
| 19 / 229                         | Трансформатор                    | 13 июля 2023                     | 29. Бинт                         |
| 20 / 230                         | Оригами                          | 27 июля 2023                     | 29. Бинт                         |
| 21 / 231                         | Лошадиные силы                   | 10 августа 2023                  | 30. Лошадиные силы               |
| 22 / 232                         | Принцесса                        | 24 августа 2023                  | 30. Лошадиные силы               |
| 23 / 233                         | Марсоход                         | 7 сентября 2023                  | 30. Лошадиные силы               |
| 24 / 234                         | Бабочка                          | 5 октября 2023                   | 30. Лошадиные силы               |
| 25 / 235                         | Рыцарь                           | 19 октября 2023                  | 31. Рыцарь                       |
| 26 / 236                         | Домовой                          | 19 октября 2023                  | 31. Рыцарь                       |
| 27 / 237                         | Паровоз                          | 16 ноября 2023                   | 31. Рыцарь                       |
| 28 / 238                         | Квест                            | 30 ноября 2023                   | 31. Рыцарь                       |
| 29 / 239                         | ДНК                              | 14 декабря 2023                  | 32. ДНК                          |
| 30 / 240                         | Хлопушка                         | 28 декабря 2023                  | 32. ДНК                          |
| 31 / 241                         | Рекорд                           | 18 января 2024                   | 32. ДНК                          |
| 32 / 242                         | Краскопульт                      | 25 января 2024                   | 32. ДНК                          |
| 33 / 243                         | Календарь                        | 8 февраля 2024                   | 33. Календарь                    |
| 34 / 244                         | Смартфон                         | 22 февраля 2024                  | 33. Календарь                    |
| 35 / 245                         | Паутина                          | 7 марта 2024                     | 33. Календарь                    |
| 36 / 246                         | Рост                             | 21 марта 2024                    | 33. Календарь                    |
| 37 / 247                         | Радиатор                         | 4 апреля 2024                    | 34. Радиатор                     |
| 38 / 248                         | Поход                            | 2 мая 2024                       | 34. Радиатор                     |
| 39 / 249                         | Бумеранг                         | 27 июня 2024                     | 34. Радиатор                     |
| 40 / 250                         | Яблоко                           | 11 июля 2024                     | 34. Радиатор                     |
| 41 / 251                         | Жребий                           | 25 июля 2024                     | —                                |
| 42 / 252                         | Волейбол                         | 8 августа 2024                   | —                                |
| 43 / 253                         | Учитель                          | 5 сентября 2024                  | —                                |
| 44 / 254                         | Заправка                         | 19 сентября 2024                 | —                                |
| 45 / 255                         | Близнецы                         | 3 октября 2024                   | —                                |
| 46 / 256                         | Спутник                          | 3 октября 2024                   | —                                |
| 47 / 257                         | Терменвокс                       | 17 октября 2024                  | —                                |
| 48 / 258                         | Фитнес-браслет                   | 31 октября 2024                  | —                                |
| 49 / 259                         | Комбинезон                       | 14 ноября 2024                   | —                                |
| 50 / 260                         | Дискотека                        | 28 ноября 2024                   | —                                |
| 51 / 261                         | Секрет                           | 12 декабря 2024                  | —                                |
| 52 / 262                         | Репортаж                         | 26 декабря 2024                  | —                                |

## Полнометражные мультфильмы
Основные статьи: Фиксики: Большой секрет и Фиксики против кработов
Трейлер первого полнометражного мультфильма вышел 27 декабря 2016 года. 20 июля 2017 года было объявлено, что начата разработка и производство второй части фильма.
Премьера первого полнометражного мультфильма «Фиксики: Большой секрет» состоялась 28 октября 2017 года.
В сентябре 2018 года стала известна дата выхода второго полнометражного фильма «Фиксики против кработов». Выход в прокат назначен на 21 декабря 2019 года. 29 марта 2019 года вышел первый трейлер мультфильма.

## Награды
- 2012 — Первый детский фестиваль отечественной анимации «Радуга детства» — профессиональное детское жюри признало самым мудрым сериал «Фиксики». Главного героя этого сериала члены жюри также признали самым интересным героем.
- В 2013 году канал «Фиксики» на YouTube получил Серебряную кнопку   .
- 2013 — XVI Международный фестиваль анимационных фильмов «Анимаёвка-2013» (Могилёв) — Диплом жюри «За познавательность» сериалу «Фиксики» режиссёры Иван Пшонкин и Арсен Хачатарян.
- В 2014 году канал «Фиксики» на YouTube получил Золотую кнопку   .
- 2014 — Мультсериал «Фиксики» награждён Национальной премией в сфере товаров и услуг для детей «Золотой медвежонок» — в номинации «Лучшая мультимедийная продукция».
- 2017 — победителями первой премии «Мультимир» по мнению профессионального жюри стали: Лучший российский анимационный сериал — «Фиксики», студия «Аэроплан».
- 2019 — Мультсериал «Фиксики» стал лауреатом премии Министерства образования и науки «За верность науке» в номинации «Лучший детский проект о науке».